# Allotettix fuscipennis
Allotettix fuscipennis är en insektsart som beskrevs av Bruner, L. 1910. Allotettix fuscipennis ingår i släktet Allotettix och familjen torngräshoppor. Inga underarter finns listade i Catalogue of Life.